# Kottonmouth Kings
Kottonmouth Kings — американський реп-рок гурт з округу Орандж, штат Каліфорнія, який було офіційно засновано в 1994 р. Колектив визначає свій стиль як «психоделічний хіп-хоп-панк-рок». На гурт уперше звернули увагу через пісню «Suburban Life», що потрапила до саундтреку фільму Крик 2.
Влітку 1998 на Capitol Records вийшов дебютний студійний альбом Royal Highness. Гурт досяг успіху в мейнстрімі після релізу третьої платівки High Society (2000). Восени 2001 колектив вирушив у тур з D12 та Bionic Jive. У 2006 Kottonmouth Kings стали гедлайнерами щорічного фестивалю Cannabis Cup; High Times називає їх «Гуртом року». На початку 2013 колектив покидає The Taxman через конфлікт з усіма учасниками, крім Лу Доґа й Джонні Ріхтера. 2015 року зі складу вийшов DJ Bobby B.
На колектив вплинули Fishbone, Red Hot Chili Peppers, 311, Rage Against the Machine, The Notorious B.I.G., N.W.A, Ice-T, Cypress Hill, 24-7 Spyz, Снуп Доґґ, Dr. Dre, Ice Cube, Bad Religion, Beastie Boys, Public Enemy, Sublime.

## Смерть Pakelika
Колишній учасник гурту Патрік «Pakelika» Кокран помер 11 серпня 2012 у віці 34 років від важкого нападу астми, що спричинила зупинку серця.

## Дискографія
Студійні альбоми
- Royal Highness (1998)
- High Society (2000)
- Hidden Stash II: The Kream of the Krop (2001)
- Rollin' Stoned (2002)
- Fire It Up (2004)
- Kottonmouth Kings (2005)
- Koast II Koast (2006)
- Cloud Nine (2007)
- The Green Album (2008)
- Long Live the Kings (2010)
- Sunrise Sessions (2011)
- Mile High (2012)
- Krown Power (2015)

## Фільмографія
| Назва                                                     | Видано            |
| --------------------------------------------------------- | ----------------- |
| Kottonmouth Kings: Dopeumentary                           | 8 травня 2001     |
| Stoners Reeking Havoc                                     | 22 жовтня 2002    |
| Endless Highway                                           | 12 серпня 2003    |
| The Kottonnmouth Kings                                    | 16 листопада 2004 |
| 10 Years Deep                                             | 25 січня 2005     |
| Evil Bong                                                 | 24 жовтня 2006    |
| The Joint Is on Fire                                      | 20 лютого 2007    |
| Donsworld                                                 | 1 серпня 2007     |
| Kottonmouth Kings and High Times Present: Kanabis Kup '06 | 2007              |
| Throw Your Spades Up!                                     | 19 лютого 2008    |
| The Psychumentary                                         | 8 квітня 2008     |
| Long Live the Kings                                       | 20 квітня 2010    |
| Big Money Rustlas                                         | 17 серпня 2010    |